# Samfundsøkonomen
Samfundsøkonomen er et tværfagligt videnskabeligt tidsskrift med et bredt fokus på samfundsvidenskabelige problemstillinger herunder økonomiske, politologiske og sociologiske. Tidsskriftet udgives af Djøf Forlag. Artiklerne er hovedsageligt på dansk og bliver fagfællebedømt inden udgivelse. Samfundsøkonomen udkommer fire gange årligt og kan læses frit som open access. Redaktionen består af ni medlemmer med en række forskellige samfundsvidenskabelige baggrunde.
Tidsskriftet blev udgivet første gang i 1997. Udover artikler publicerer Samfundsøkonomen også anmeldelser og essays af videnskabelig relevans. Numrene er typisk tematiske, og tidligere har tidsskriftet undersøgt FN's verdensmål, forskningsvilkår, Trumps USA, kriminalitet, 1968 og årene derefter, kommunal udligning og socialpolitik.